# Roeivereniging Leerdam

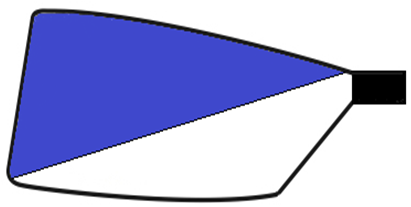
Het roeibladmotief van RV Leerdam

Roeivereniging Leerdam of kortweg RVL is een burgerroeivereniging uit Leerdam. De vereniging is gevestigd langs de Linge, wat tevens het roeiwater van de vereniging is. RVL heeft circa 200 leden waaronder een actieve jeugd.

## Geschiedenis
Roeivereniging Leerdam is opgericht op 16 april 1963 en goedgekeurd bij Koninklijk Besluit op 12 mei 1967. De eerste voorzitter was Dick Nije, destijds directeur van de Glasfabriek Leerdam. Destijds gaf hij leiding aan een ‘herenclub’, een aantal notabelen uit Leerdam en omstreken. In 1965 trad de eerste vrouw als lid toe. RVL kon destijds gebruikmaken van een accommodatie direct gelegen aan de Linge, behorend bij de Glasfabriek Leerdam.
In de jaren tot 1970 kende de RVL slechts een beperkt aantal leden en beschikte het over vier boten. In 1971 was het plan om een groot aantal jeugdleden aan te trekken vanuit het Leerdamse Jongerencentrum ‘Beltzicht’. Hierdoor veranderde het elitaire karakter van RVL en de toenmalige leden werden meer een afspiegeling van de bevolking van Leerdam en omstreken.
Verder werd in de jaren zeventig de roeiaccommodatie uitgebreid en in eigen beheer onderhouden. Langzamerhand steeg de populariteit van het roeien in de omgeving. Het wedstrijdroeien werd gecultiveerd en kende een hoogtepunt in 1991 toen de ‘lichte heren 4 ploeg’ op nationaal niveau goed presteerde. In de jaren negentig is RVL uitgegroeid tot een vereniging met circa 200 leden, een accommodatie in eigen bezit en beheer aan de Linge en een uitgebreid botenpark bestaande uit meer dan 30 boten.

## Evenementen
- Lingebokaal
- toertocht Buren-Leerdam

## Fotogalerij

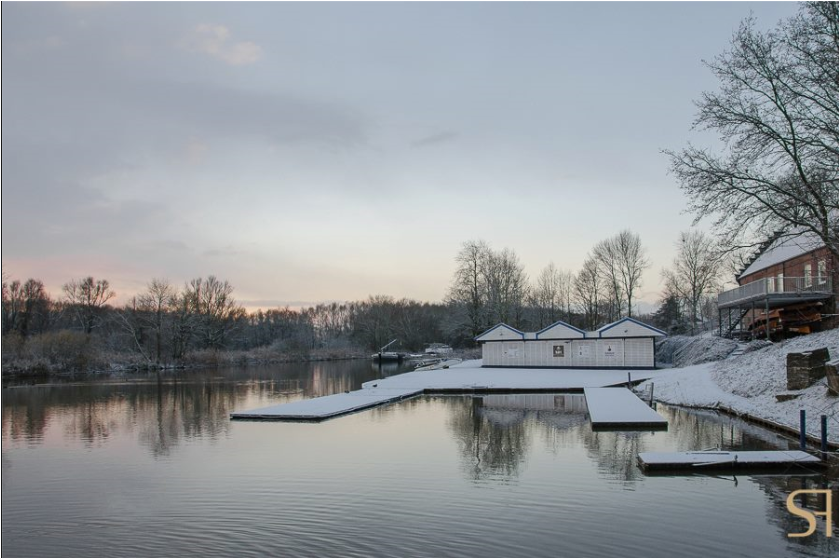
Het verenigingsterrein van RLV in de winter
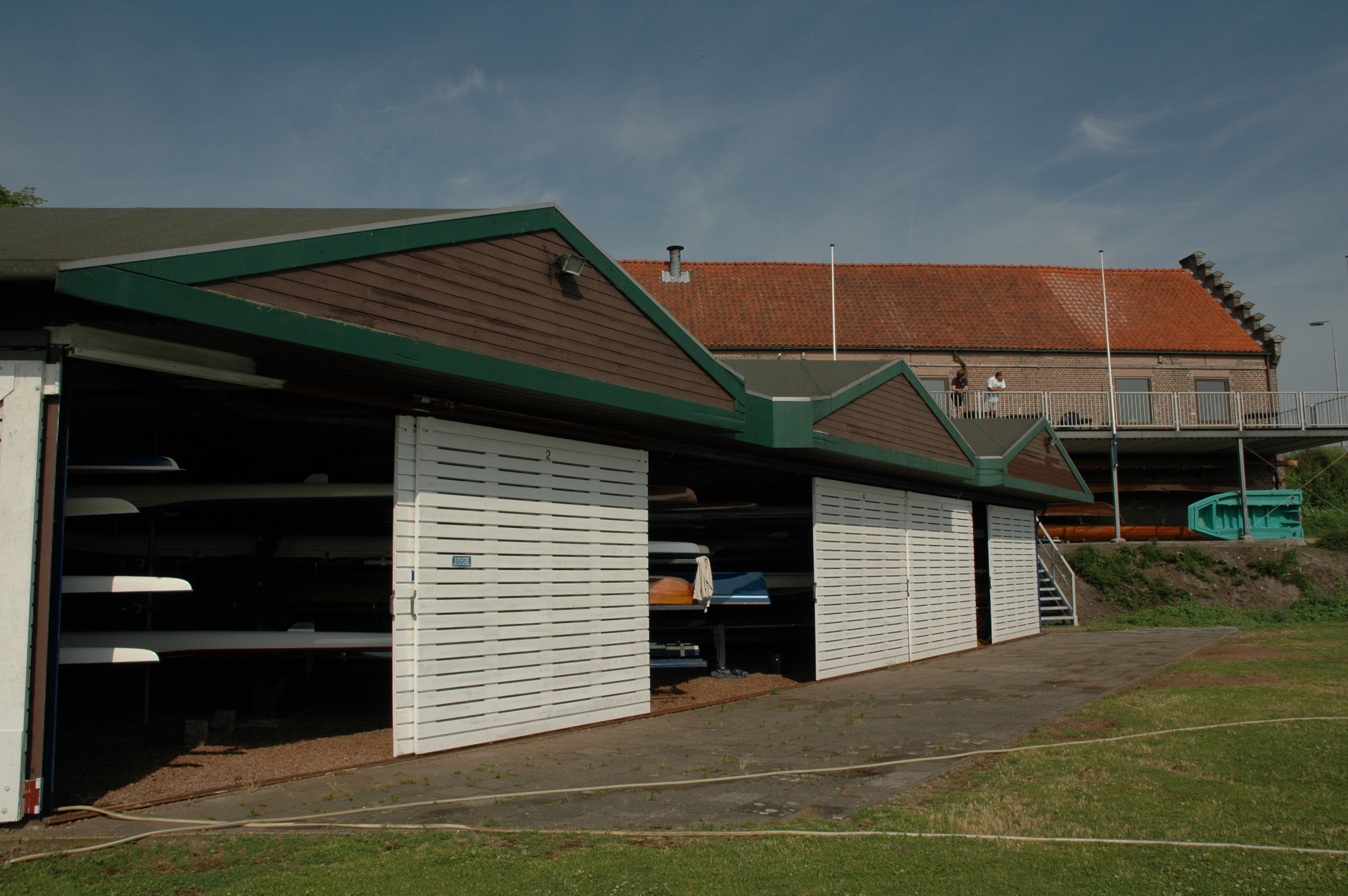
Botenloods en verenigingsgebouw
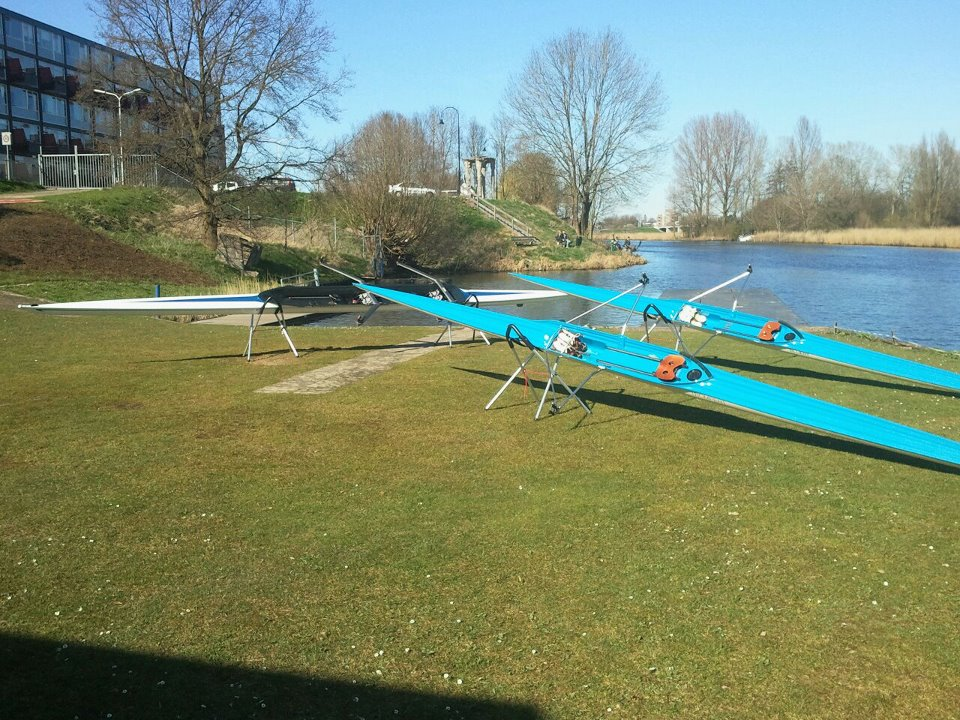
Enkele boten en op de achtergrond de twee aanlegvlotten
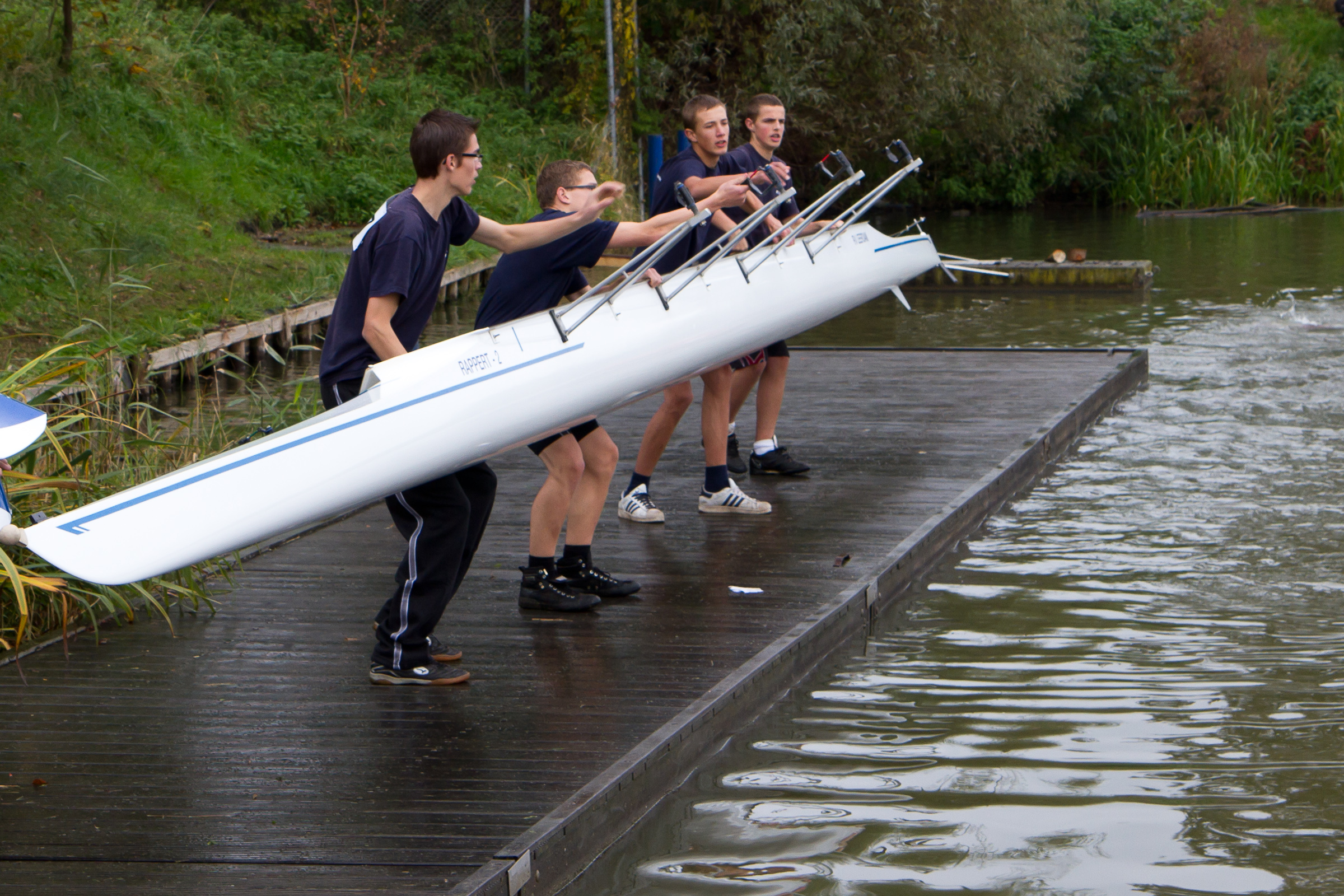
Een jeugdteam prepareert een boot voor een wedstrijd
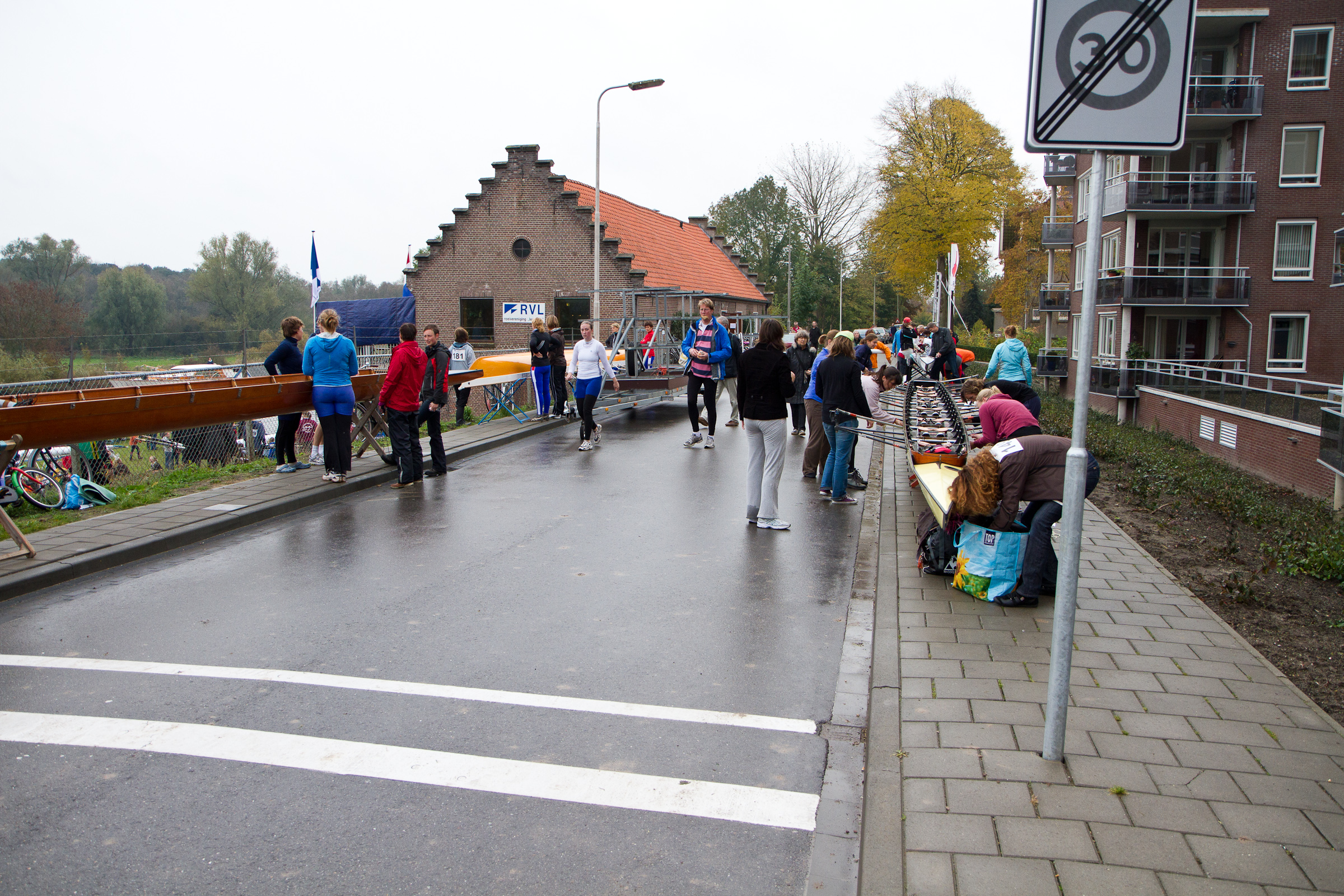
Clubhuis vanaf dijkzijde tijdens de Lingebokaal